# زن‌برادرستانی
در اصطلاح مردم‌شناسی، ازدواج زنی که شوهر خود را از دست داده با برادر شوهر درگذشته‌اش را زَن‌بَرادَرسِتانی، زن‌برادرگُزینی یا ازدواج لویرات (به انگلیسی: Levirate marriage) می‌نامند.
ازدواج از نوع زن‌برادرستانی در میان جوامعی که ساختار کاملاً قبیله‌ای دارند و برون‌همسری (ازدواج با افراد بیرون از قبیله) ممنوع بوده از دیرباز رواج داشته‌است.
این رسم در جوامع گوناگونی در سراسر جهان رواج داشته یا دارد.
واژهٔ لویرات از واژهٔ لاتین levir به معنی برادر شوهر، گرفته شده‌است.
زن‌برادرستانی در ایران در میان بعضی اقوام، از جمله برخی تیره‌های لر اجرا می‌شود. در دوران پس از جنگ ایران و عراق و به دنبال کشته شدن مردان متأهل، این نوع ازدواج در ایران تا اندازه‌ای بیشتر رواج پیدا کرد.
فیلم ایرانی کافه ترانزیت به این موضوع در ایران پرداخته‌است.
در گذشته این رسم در میان ترکمنها رایج بود ولی در حال حاضر بسیار کمرنگ تر شده است. بگونه ای که امروزه حق انتخاب به همسر شخص فوت شده برای ازدواج با برادر شوهرش داده میشود و در صورت عدم تمایل زن بیوه شده، این رسم اجرا نمی شود.